# クルト・フォン・デア・シュヴァルリー
クルト・ヴィルヘルム・グスタフ・エルトマン・フォン・デア・シュヴァルリー（ドイツ語: Kurt Wilhelm Gustav Erdmann von der Chevallerie、1891年12月23日 - 1945年4月18日）は、ドイツの軍人。最終階級は陸軍歩兵大将。

## 経歴
1891年12月23日、ドイツ帝国プロイセン王国ベルリン生まれ。ユグノー系亡命貴族の末裔である。
1910年にドイツ帝国陸軍へ入隊し、第一次世界大戦に従軍している。
1918年12月18日にドロテア・ツァンダーと結婚し、1男3女を儲けたが、そのうち息子のハンス＝ルドルフは陸軍少尉として第二次世界大戦に従軍し、1940年に戦死した。
シュヴァルリーは第二次世界大戦で主に第83歩兵師団や第99軽歩兵師団、第1軍の指揮官を歴任した。1945年4月18日、コルベルク付近で消息を絶った。
同じく歩兵大将のヘルムート・フォン・デア・シュヴァルリーは弟にあたる。

## 叙勲
- 鉄十字章
  - 二級鉄十字勲章1914年章 (1914年10月1日)[1]
  - 一級鉄十字勲章1914年章 (1915年12月12日)[1]
- 戦功十字章（英語版）
  - 三等戦功十字章[2]
- 戦傷章
  - 戦傷章黒章 (1918年3月3日)[2]
- ホーエンツォレルン家勲章
  - 剣付ホーエンツォレルン家勲章 (1918年7月22日)[2]
- 名誉十字章[2]
- 国防軍勤続章
  - 四等国防軍勤続章
  - 三等国防軍勤続章
  - 二等国防軍勤続章
  - 一等国防軍勤続章
- 1938年10月1日記念メダル
- 鉄十字章略章
  - 二級鉄十字略章 (1940年6月12日)[1]
  - 一級鉄十字略章 (1940年6月12日)[1]
- イタリア王冠勲章 (1940年8月27日)[2]
- 1941年/1942年東部戦線冬季戦記章 (1942年9月1日)[2]
- 戦傷章
  - 戦傷章黒章 (1943年1月16日)[2]
- 騎士鉄十字章
  - 騎士鉄十字章 (1941年10月23日)[3]
  - 柏葉付騎士鉄十字章 (1943年12月19日)[4]